# Dzień Króla
Dzień Króla nid. Koningsdag (wcześniej Dzień Królowej, nid. Koninginnedag) – holenderskie święto państwowe. Obchodzone jest (począwszy od 2014) corocznie 27 kwietnia (jeśli dzień ten wypada w niedzielę, to 26 kwietnia). Do roku 2013 włącznie święto obchodzone było corocznie 30 kwietnia (jeśli dzień ten wypadał w niedzielę, to 29 kwietnia).

## Historia
Początki Dnia Króla sięgają 31 sierpnia 1885 roku, kiedy to z inicjatywy Unii Liberalnej, która chciała w ten sposób zwiększyć poczucie wspólnoty narodowej Holendrów, publicznie świętowano piąte urodziny księżniczki Wilhelminy. Od tego czasu obchodzenie urodzin Wilhelminy, które nazwano Prinsessedag (Dzień Księżniczki), stało się coroczną tradycją. Po 1890 roku, gdy zmarł ojciec Wilhelminy, Wilhelm III, została ona królową i od tego czasu obchody nosiły nazwę Dzień Królowej. Szczególną popularność dzień ten zyskał w 1902 roku, kiedy to wieść o wyzdrowieniu cierpiącej na tyfus królowej wywołała powszechną radość Holendrów. Obchody zyskały na popularności również dzięki temu, iż przypadały na ostatni dzień letnich wakacji. Królowa Wilhelmina, w odróżnieniu od jej następczyń, nie miała zwyczaju brania udziału w obchodach. W tym samym czasie tradycją było również wręczanie kwiatów królowej-matce Emmie w dniu jej urodzin, 2 sierpnia. Jej wnuczka Juliana, która w 1937 roku, po ślubie z księciem Bernhardem, wprowadziła się do pałacu Soestdijk, przejęła tę tradycję, a od czasu gdy 6 września 1948 roku sama została koronowana na władczynię Holandii, obchody Dnia Królowej oficjalnie organizowane były 30 kwietnia, w dniu jej urodzin. Z czasem obchody przybrały na znaczeniu i zyskały rangę narodowego wydarzenia, a przed pałacem zaczęto organizować parady kwiatowe. Od lat 50. uroczystości transmitowała telewizja. 30 kwietnia 1980 roku Juliana abdykowała i na tron wstąpiła jej córka, Beatrycze. Urodziny Beatrycze przypadają 31 stycznia, jednak nowa królowa ogłosiła, że Dzień Królowej nadal obchodzony będzie 30 kwietnia. Beatrycze wprowadziła też inny zwyczaj obchodzenia tego dnia – od 1981 co roku królowa podczas święta gości w jednym lub kilku z holenderskich miast. 30 kwietnia 2013 roku Beatrycze abdykowała i na tron wstąpił jej syn, Wilhelm Aleksander. Urodziny Wilhelma Aleksandra przypadają 27 kwietnia i na ten dzień (począwszy od roku 2014) wyznaczono obchody Dnia Króla.
Przez lata święto to wrosło w tradycję i stało się integralną częścią holenderskiej kultury.
W 2009 roku obchody święta miały tragiczny przebieg. W tłum ludzi obserwujących przejazd królowej ulicami Apeldoorn wjechał wtedy samochód, który następnie uderzył w monument De Naald. Łącznie z kierowcą w wyniku incydentu zginęło osiem osób, a siedem innych zostało rannych.

## Obchody
Tradycją obecnych obchodów jest odwiedzanie przez monarchę jednego lub kilku holenderskich miast. Święto obchodzone jest jednak w całej Holandii. W niektórych miastach imprezy rozpoczynają się już w wieczór poprzedzający. W Dniu Króla możliwy jest handel bez zezwolenia i konieczności płacenia podatków, toteż w całym kraju powstaje wiele jarmarków, a ludzie otwierają stoiska, na których sprzedają różne towary. Organizowane są też liczne parady, festyny, wywieszane są flagi holenderskie, a wiele osób ubiera się na pomarańczowo (pomarańczowy jest kolorem obecnie panującej rodziny królewskiej i tym samym nieformalnie uchodzi za barwę narodową Holandii), na kolor ten przyozdabianych jest również wiele miejsc i przedmiotów. Dla wielu Holendrów Dzień Króla jest dniem wolnym od pracy. Na obchody ściąga również wielu turystów z innych krajów.